# Amerikabomber

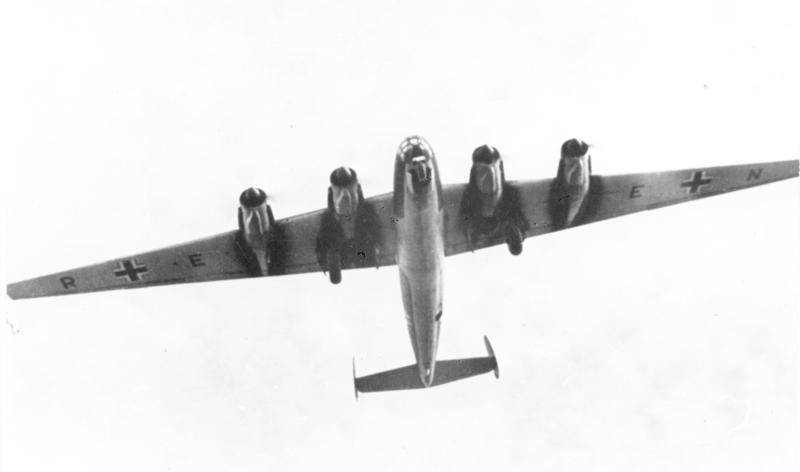
Projet de bombardier longue distance : Messerschmitt Me 264

Pour l’article homonyme, voir Amerika bomber (Dent d'ours).
 (octobre 2018).
Si vous disposez d'ouvrages ou d'articles de référence ou si vous connaissez des sites web de qualité traitant du thème abordé ici, merci de compléter l'article en donnant les références utiles à sa vérifiabilité et en les liant à la section « Notes et références ».
L'Amerikabomber est un projet allemand consistant à bombarder l'Amérique au moyen d'un gigantesque bombardier à très long rayon d'action qui pouvait transporter soit des bombes conventionnelles, soit l'une des armes atomiques qui n'ont jamais été développées.

## Historique
Le projet a été élaboré au milieu de la Seconde Guerre mondiale mais n'a jamais été mis en œuvre bien que quelques prototypes de bombardiers, comme le Messerschmitt Me 264 ou le Junkers Ju 390, aient été construits.

## Dans la culture populaire
La série de bande dessinée Dent d'ours, écrite par Yann, traite de ce projet. Le quatrième tome de la série série porte le nom du projet.